# Мошкунов, Сергей Игоревич
Сергей Игоревич Мошкунов (род. 19 января 1952 года) — российский учёный-энергетик, член-корреспондент РАН (2019).
Заместитель директора по науке Института электрофизики и электроэнергетики РАН.
Специалист в области физико-технических проблем энергетики.
Автор 113 научных работ, из них 1 монографии и 2 авторских свидетельств.
Основные научные результаты:
- предложен и исследован новый подход к созданию мощных высоковольтных твердотельных коммутаторов с рекордными параметрами, основанный на параллельно-последовательном включении биполярных транзисторов с изолированным затвором, их синхронном управлении и гальванической развязкой посредством токовой петли;
- разработаны, созданы и исследованы уникальные системы питания высоковольтных импульсных энергетических установок с параметрами, превосходящими мировые аналоги;
- предложены новые методы ЭГД прокачки газа, на основе которых разработаны эффективные системы прокачки для поддержания рабочих условий в мощных газоразрядных установках с рекордными сечениями и расходами газа. Разработана серия источников питания поверхностного разряда с пилообразной формой импульса, используемого для управления обтекания тел газом и выполнено экспериментальное подтверждение эффективности метода;
- предложены новые методы регистрации и спектрометрии заряженных частиц с энергиями до десятков МэВ, основанные на их транспортировке в магнитном поле коаксиальной линии. На основе данного метода разработан ряд уникальных детекторов и спектрометров.

Под его руководством защищены 6 кандидатских диссертаций.
Член редколлегии журнала «Электричество».

## Награды
- Премия имени П. Н. Яблочкова (совместно с В. Ю. Хомичем, за 2021 год) — за цикл работ «Создание и исследование генераторов высоковольтных импульсов на основе полупроводниковых коммутаторов»